# Észak-Ázsia

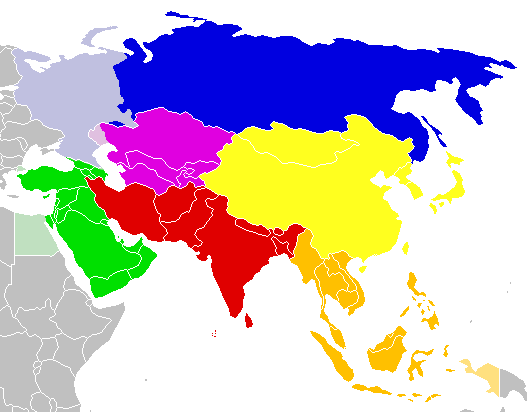
Ázsia régiói az ENSZ felosztása szerint:
Észak-Ázsia
Közép-Ázsia
Délnyugat-Ázsia
Dél-Ázsia
Kelet-Ázsia
Délkelet-Ázsia

Egyes szakirodalmak Észak-Ázsiának nevezik Ázsia egyik régióját, amely Oroszország ázsiai területét foglalja magába. A kifejezés nem használatos széles körben. A definíciót sokszor inkább Kelet-Ázsia egyes területeire alkalmazzák, míg Oroszország ázsiai részét inkább Kelet-Európához számítják.
A Szovjetunió-előtti időből származó definíció (1882, Richard Carnac Temple és Augustus Henry Keane) szerint Észak-Ázsiához tartozott Nyugat- és Kelet-Szibéria adminisztratív körzete, fővárosaik rendre Omszk és Irkutszk. Nézeteik szerint "egy hatalmas politikai rendszer volt, amely a kontinens közel egyharmadára terjedt ki, és egy-két kivételtől eltekintve, az egészet Oroszország irányította." A Phillips Illustrated Atlas of the World 1988 kiadvány a volt Szovjetunió legnagyobb részéről beszél, amely az Urál-hegységtől keletre helyezkedik el.

## Demográfia
A Chambers Kiadó enciklopédiája 1875-ben 8 millió főre tette Észak-Ázsia népességét. 1801–1914 között körülbelül 7 millió telepes vándorolt Oroszország európai részéről Szibériába, 85%-uk az első világháborút megelőző negyedszázadban.
Mai becslések szerint körülbelül 40 millió orosz és ukrán nemzetiségű népesség él az Uraltól keletre. A burjátok száma kb. 445 ezer, ezzel ők Szibéria legnépesebb nemzete. Ezen túl megközelítőleg 443 ezer jakut és nagyjából 400 000 német nemzetiségű lakosa is van Szibériának. A 2002-es népszámlálás adatai szerint 500 ezer szibériai tatár él ezen a területen, azonban közülük 300 ezren volgai tatároknak vallják magukat, akik a gyarmatosítás idején telepedtek le Szibériában. Becslések szerint körülbelül egy millió kínai lakosa is van az Orosz Távol-Keletnek.

## Földrajz
Észak-Ázsia nem rendelkezik olyan hegyvonulatokkal, amelyek akadályt képeznének az arktikus levegőnek, így az szabadon áramlik Szibéria és Turkesztán síkságaira.
Észak-Ázsia fennsíkjai és síkságai magukba foglalják a Nyugat-szibériai-alföldet; továbbá az Angara-ősföldet a Tajmir-félszigettel, a parti mélyföldeket, a Putorana-fennsíkot, az Anabar-fennsíkot, a Tunguz-felföldet, az Angara-felföldet és a Közép-jakut-alföldet (Közép-jakut-medence) stb.

### Geomorfológia
Ázsia geomorfológiája általában kevéssé ismert, bár a különféle üledékes területeket és a hegyvonulatokat jól ismerjük.
A Szibériai-medencében létrejövő új tengerfenék kompenzálása érdekében a teljes Eurázsiai-lemez elfordult, elbillent, körülbelül az Új-szibériai-szigeteken fekvő pont körül. Ez kompressziót hozott létre a Verhojanszki-hegyláncban, amely a mezozoikumban alakult ki az Angara-ősföld keleti határán, tektonikus emelkedéssel. Ennek déli határa az Irán, Afganisztán, India, Nepál, és Bhután északi határán lévő alpesi gyűrődés, amely a Brahmaputrától keletre délnek fordul és a Naga-hegység és az Arakan-hegység vonalán a Bengáli-öböl felé tart, folytatódik Indonézia körül, és a kontinentális lemez vonalát követi Kína keleti tengerpartja mentén. Az Eurázsiai-lemez és az Észak-amerikai-lemez az alaszkai földhídnál találkozik az Aleuti-árok vonalát követve, nem érnek el a Bering-szorosig.
Észak-Ázsia földtörténeti szerkezetének meghatározó központja az Angara-pajzs, amely a Jenyiszej és a Léna folyamok között terül el. Laurázsia részeiből, amely elsősorban prekambriumi kristályos kőzetekből, gneiszekből és csillámpalákból épült fel, valamint Gondwana elemeiből alakult ki. Az Angarai-pajzson kívül ezek a kőzetek találhatók meg a Belső-mongol–koreai-pajzsban, az Ordesz-pajzsban és a Délkelet-ázsiai-pajzsban is.
Észak-Ázsiában három fő hegyképződési periódus volt. A külső körön található hegységek, amelyek a Lemez határán helyezkednek el és amelyek csak a Himalája vonalától északra hatottak Ázsia geológiájára, vagy a kaledóniai vagy a herciniai orogén ciklusok eredményeként jöttek létre a késő paleozoikumban. Az alpi orogén ciklus jelentős gyűrődést és töréseket okozott a Tethys-óceán orogénikus mezozoikumi és a korai harmadidőszaki üledékben. A Tibeti és a Mongóliai fennsíkot, valamint a Tarim-medence strukturális medencéit (Quaidam és Junggar) hatalmas kelet-nyugati irányú litoszféra-repedések határolják, amelyeket minden valószínűség szerint az indiai lemez Laurázsiára gyakorolt nyomása okozott. Az említett orogénia által okozott hegyvidéki erózió nagy mennyiségű üledéket produkált, amelynek délre juttatásával alakultak ki az indiai, kínai, kambodzsai alluviális síkságok, és amely nagy mennyiségben rakódott le a Tarim és a Dzsungáriai medencékben.
Észak-Ázsia a Pleisztocénben jegesedett el, de ez sokkal jelentéktelenebb szerepet játszott a terület geológiájában, mint amekkorát Észak-Amerikában vagy Európában játszott. A skandináviai jégmező egészen az Urálig terjedt, betakarta az Ob-medence északi kétharmadát, és kiterjedt egészen az Angara-pajzsra, a Jenyiszej és a Léna folyók közötti területig. A hegyi jegesedés maradványai megtalálhatók a Kelet-Szibériai-hegységben, a Kamcsatka-félsziget hegységein, az Altaj hegyein, a Tien-sanban, és más kisebb hegyekben, jégsapkák vannak még a Szevernaja Zemlja és a Novaja Zemlja hegyeiben, és több közép-ázsiai hegységben különálló gleccserek találhatók. Észak-Ázsia talajának jelentős része permafroszt, amelynek mélysége 30 m és 600 m között változik, területe kb. 9,6 millió km².
A hegységekben több vulkánt is ismerünk, így a Korjat-hegységben és a Kamcsatkai-félszigeten aktív vulkánok találhatók. Az Anadir-fennsík vulkanikus kőzetekből áll. A Mongol-fennsík egyes részein bazalt láva és vulkanikus kúpok találhatók.
Az Angara-ősföld egy része az Ob alföldje alatt is folytatódik; délre és keletre, a közép-ázsiai és a kelet-szibériai hegységekben a korai paleozoikum kőzeteiből származó gyűrt és vetődött hegységek találhatók.

## Galéria

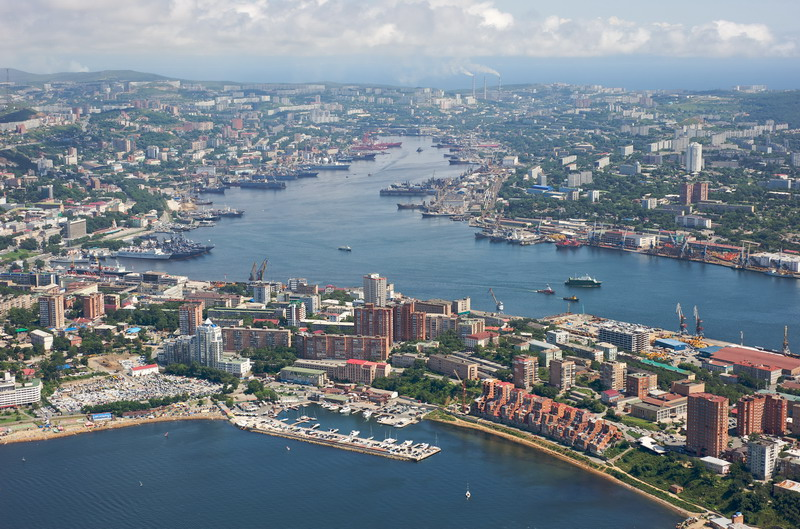
Vlagyivosztok központja
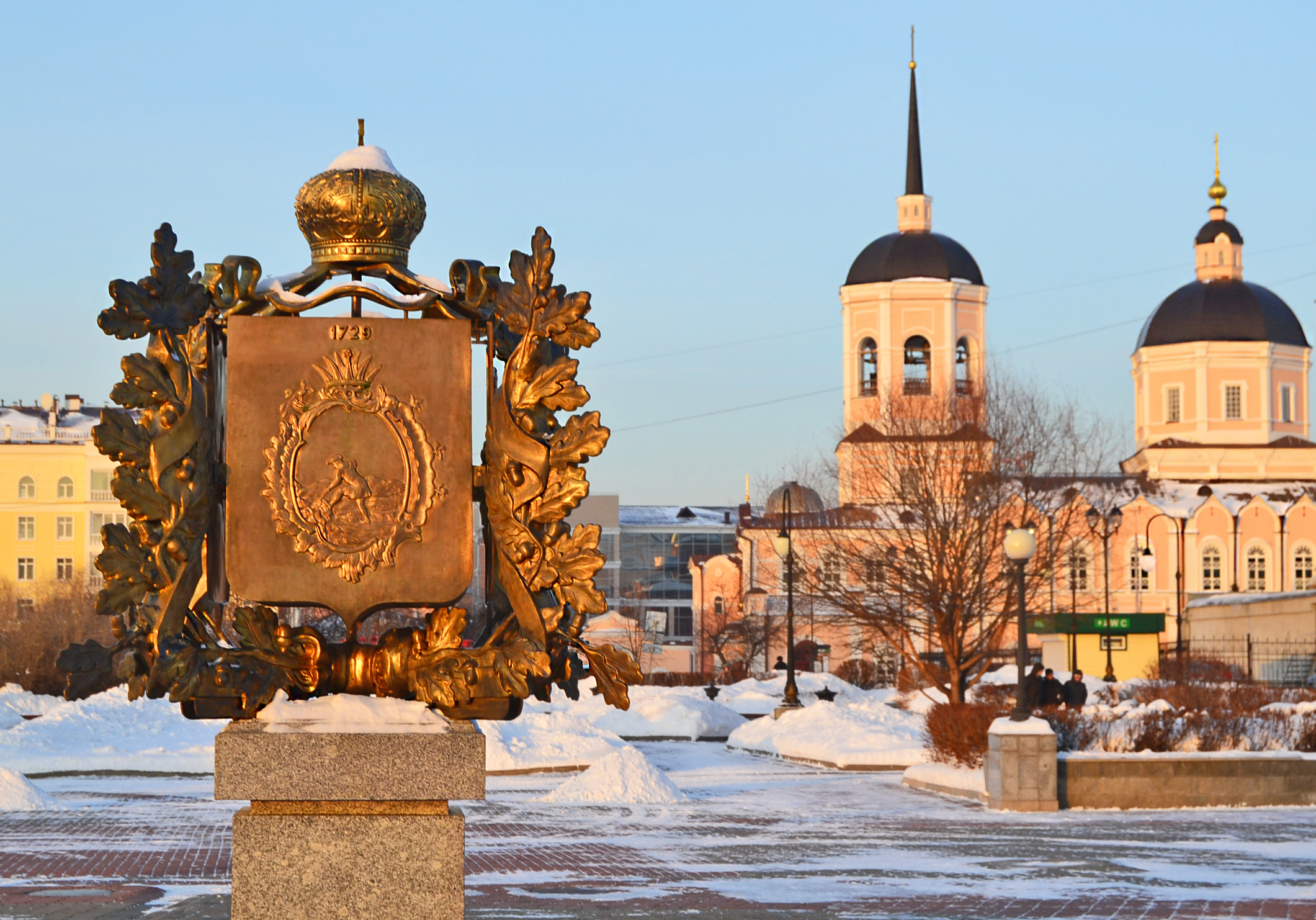
Tomszk, Lenin tér
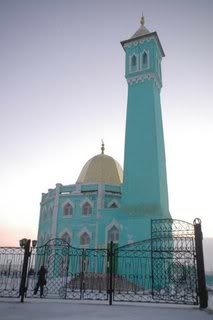
Norilszk, Nurd-Kamal mecset
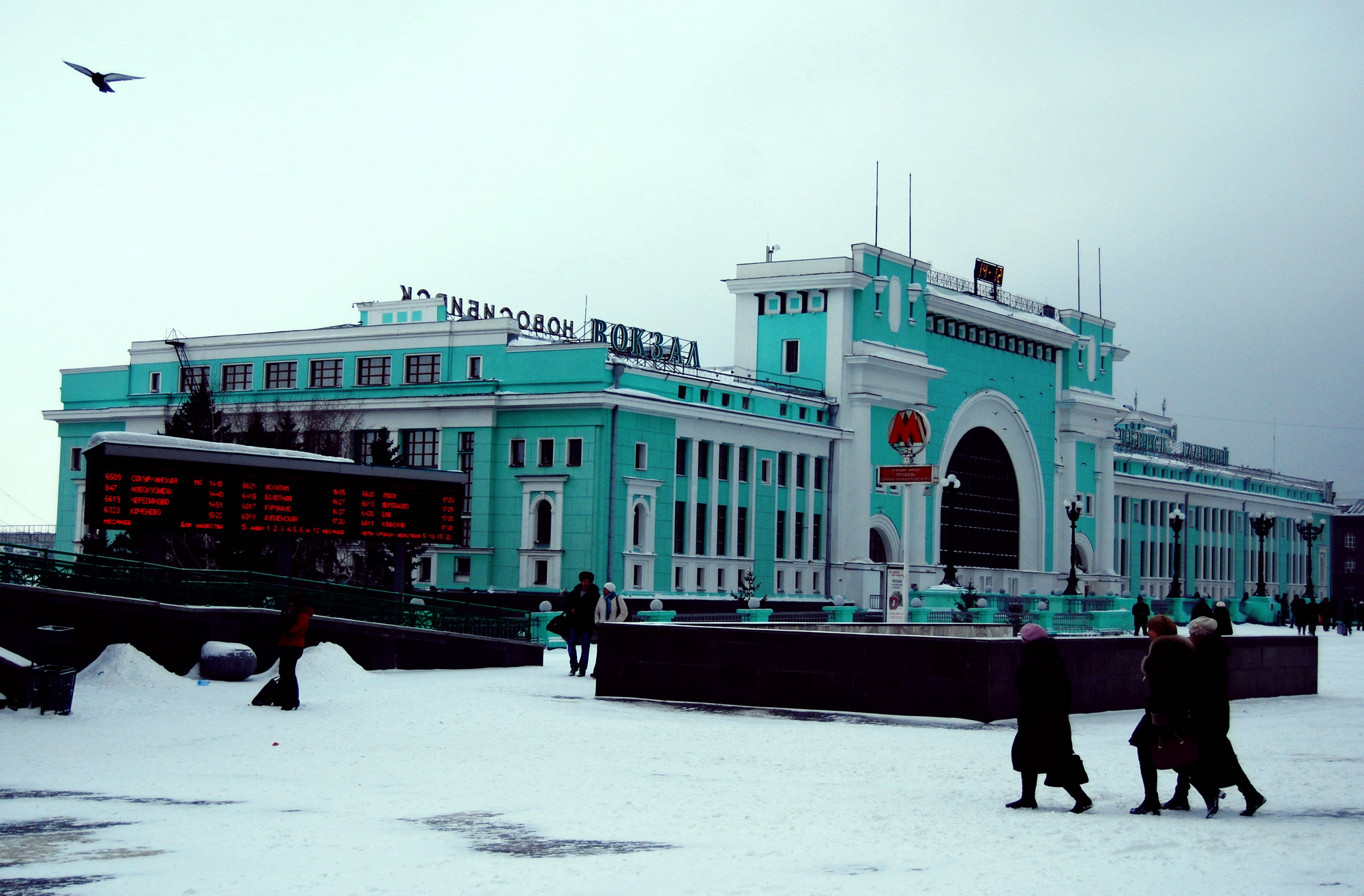
Novoszibirszk vasútállomás
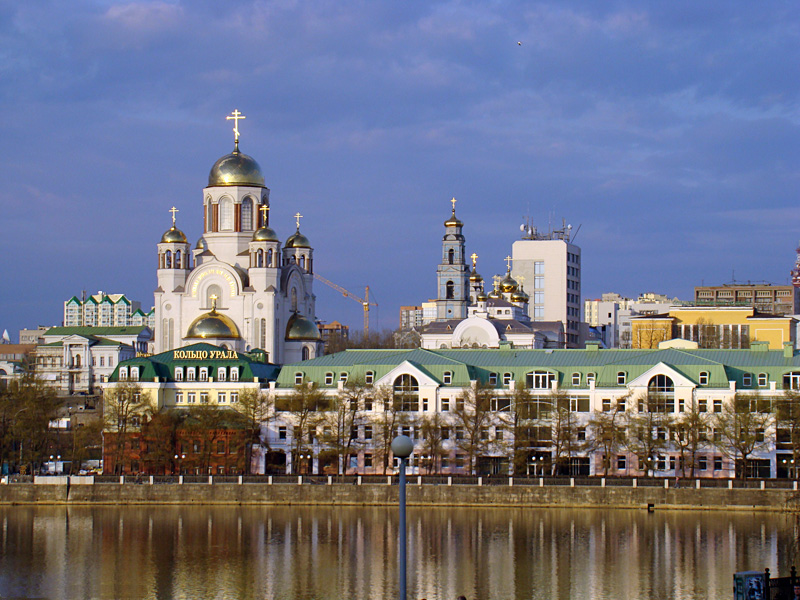
Jekatyerinburg folyópartja
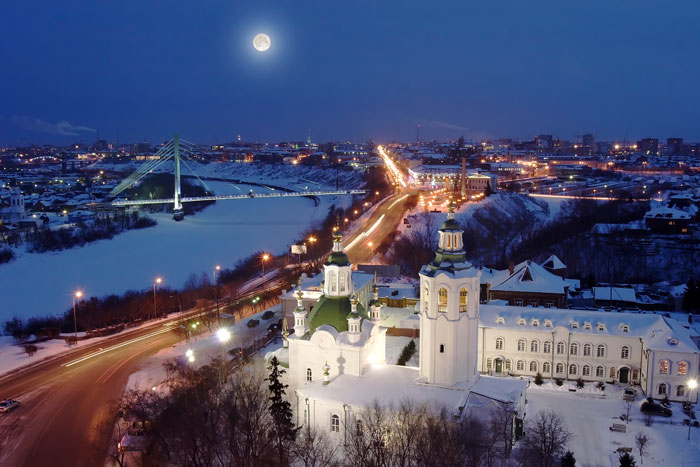
Tyumeny
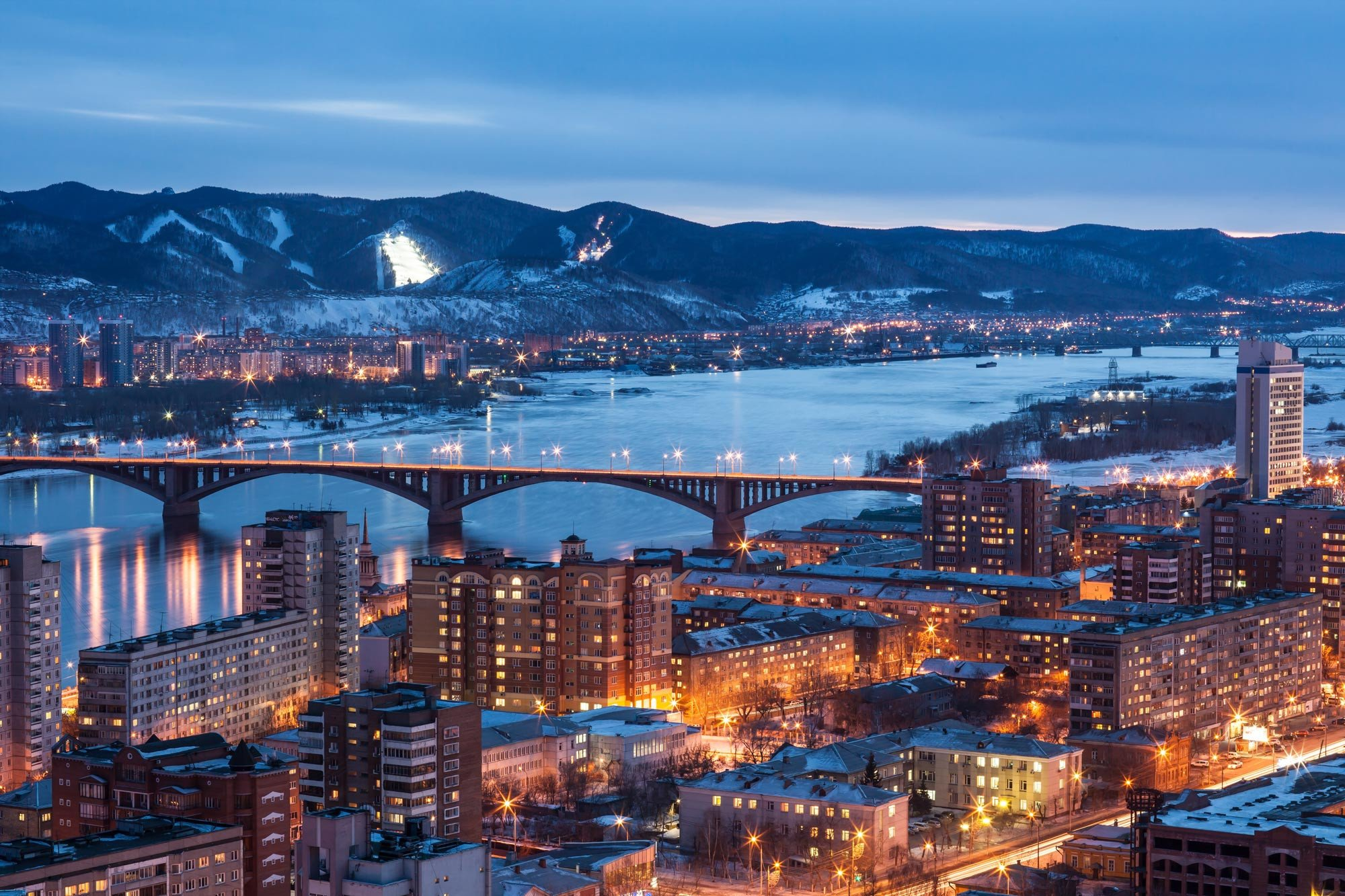
Krasznojarszk
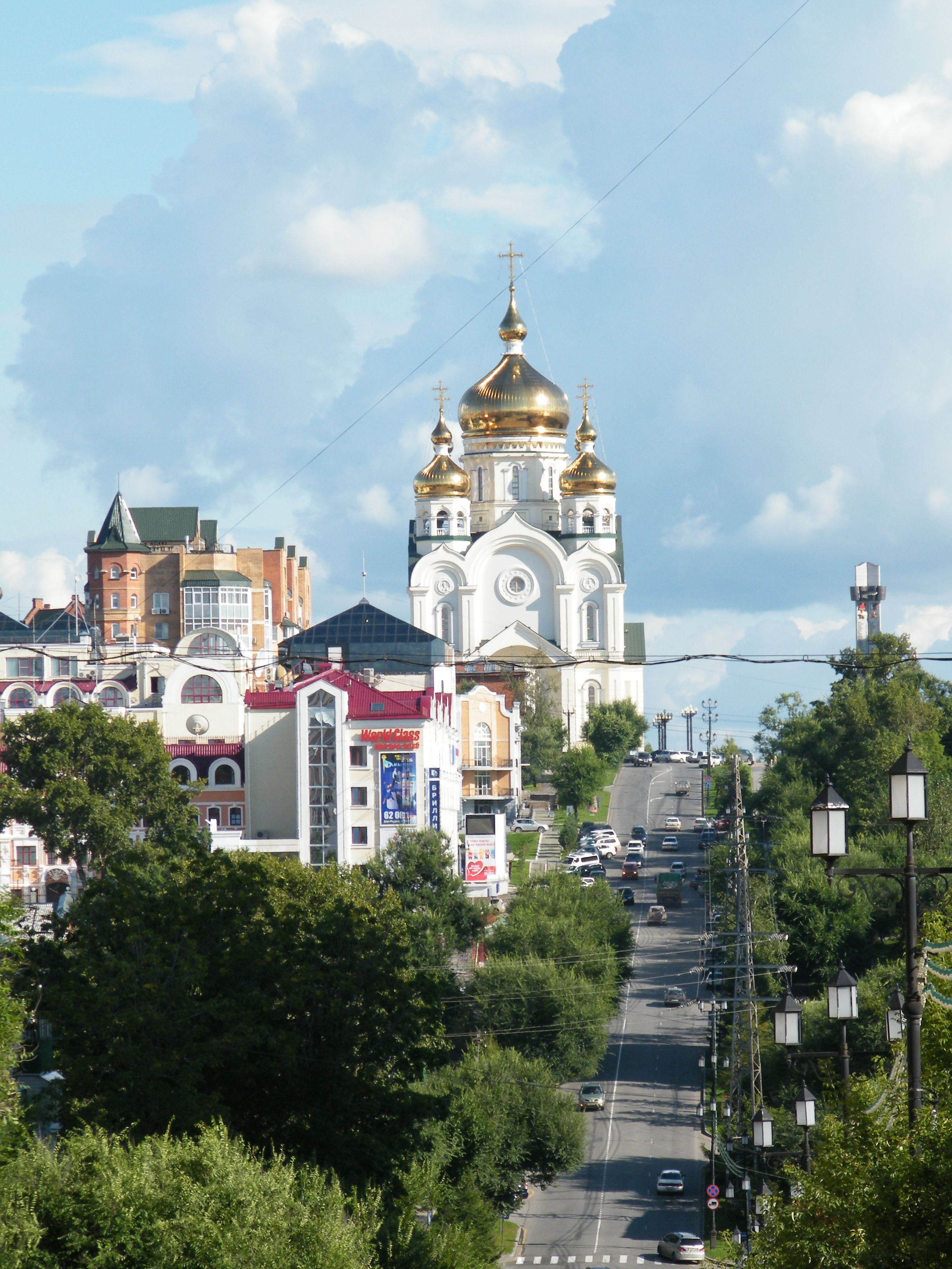
Habarovszk katedrális
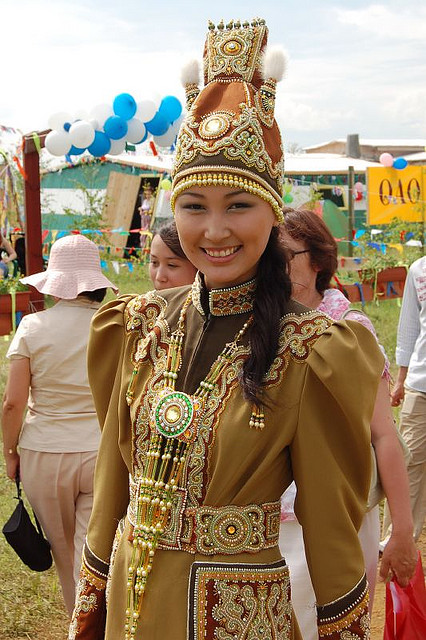
Jakut nő hagyományos öltözetben, Jakutföld
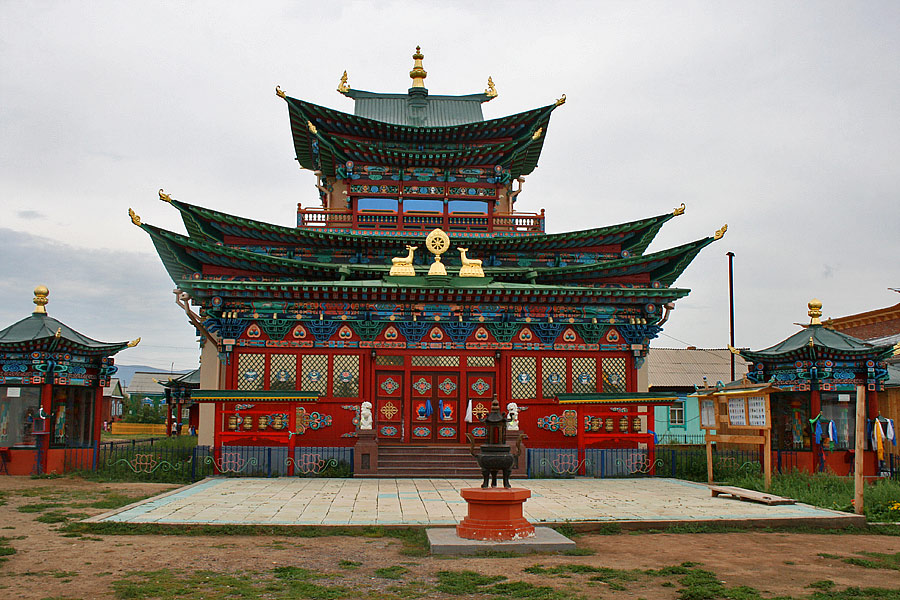
Burjátföld, buddhista templom
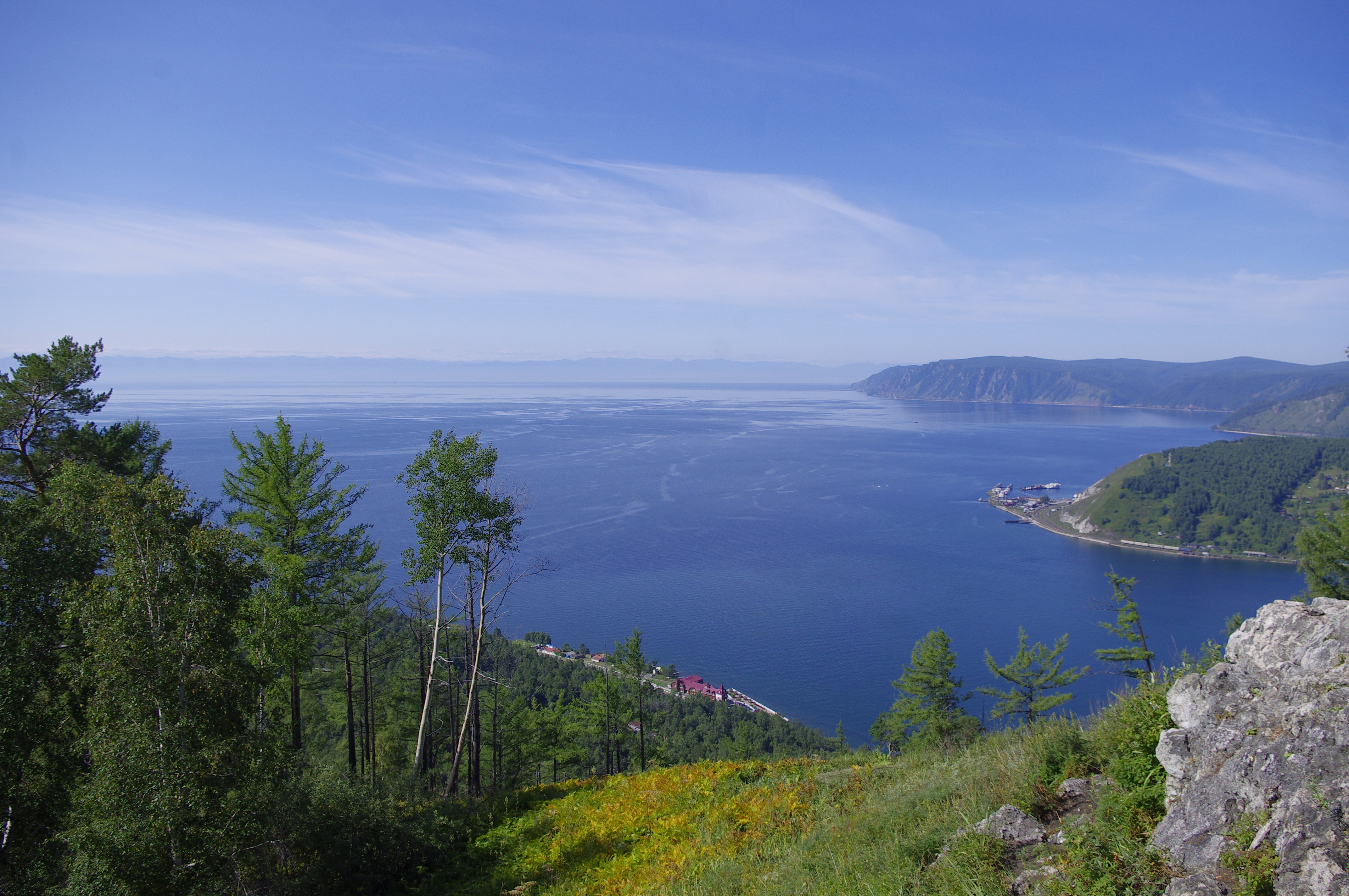
Bajkál-tó
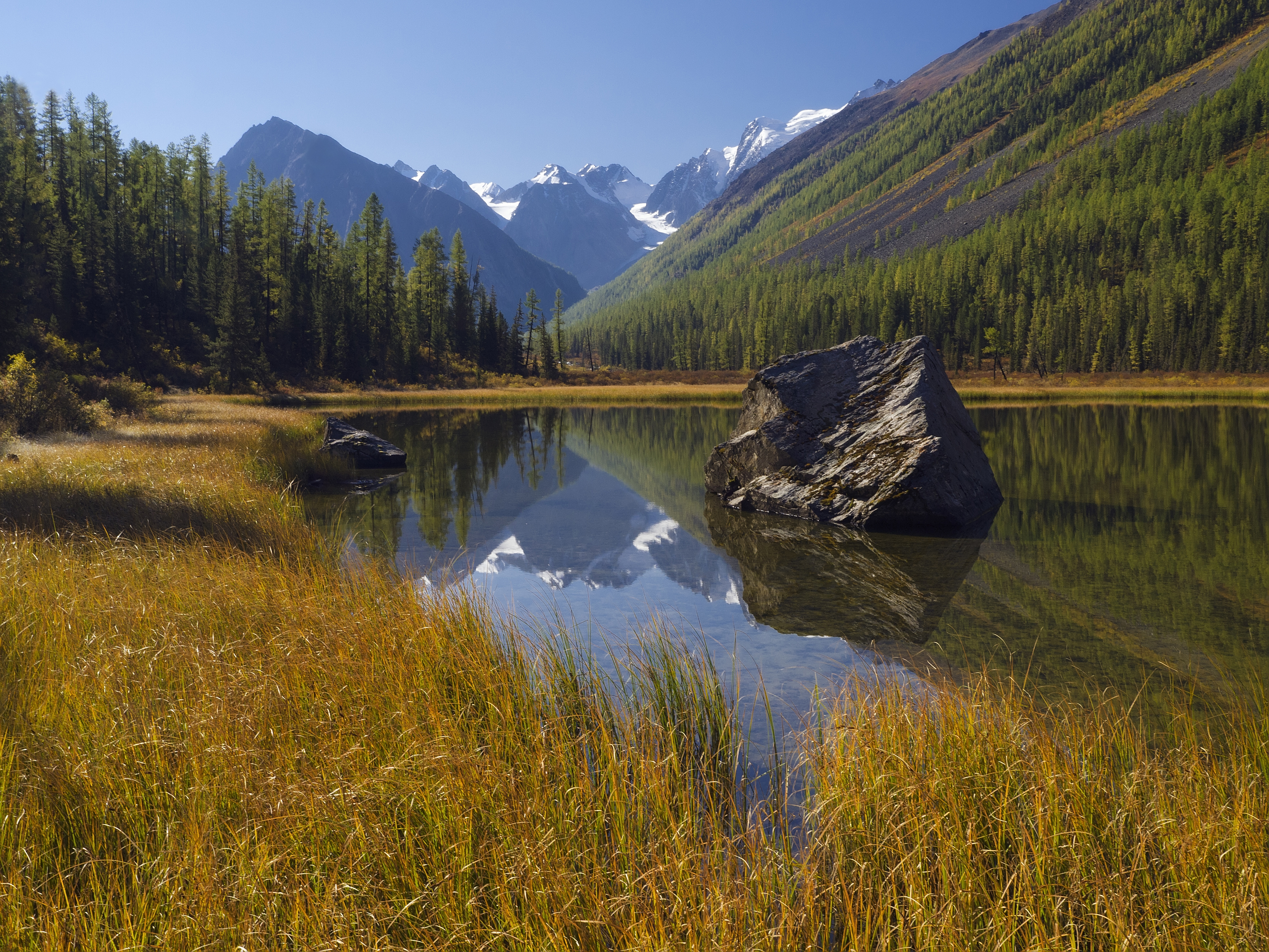
Altaji hegyek
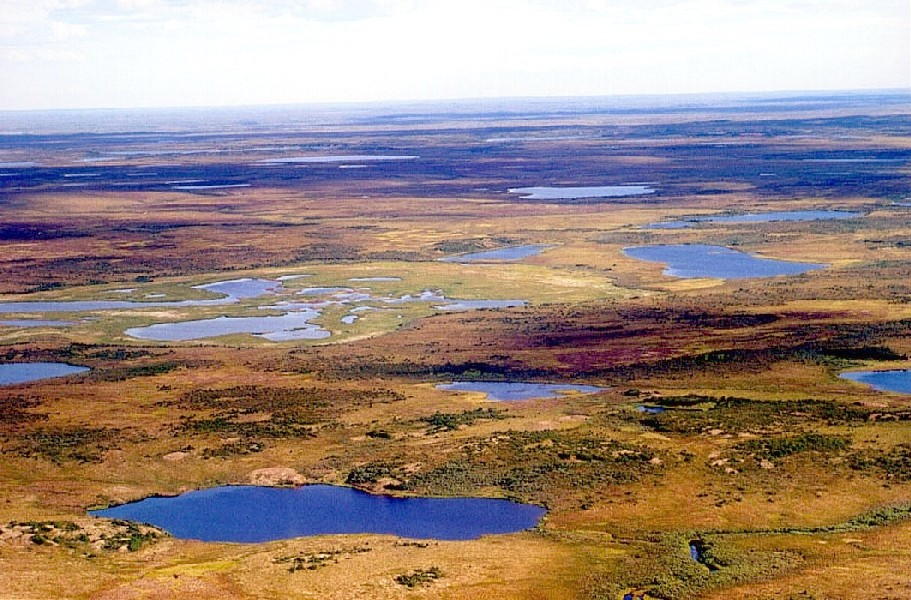
A tundra Szibériában
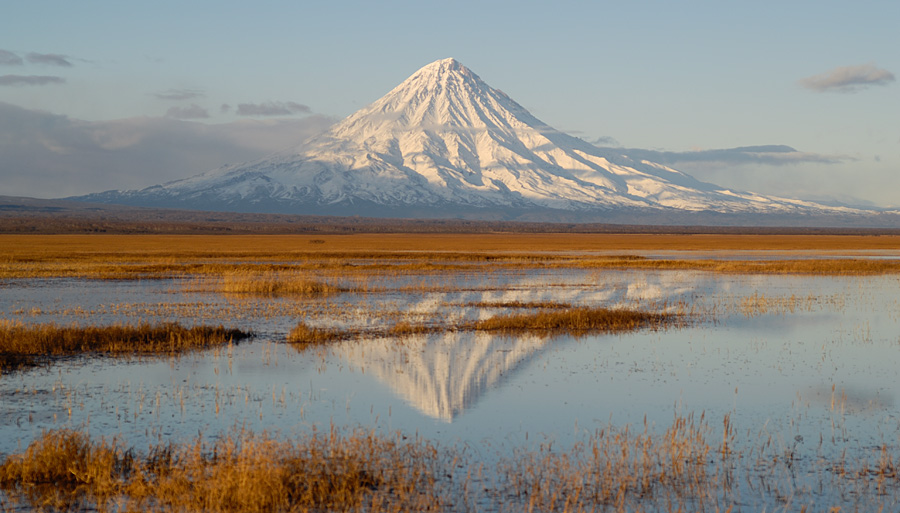
A Kronockaja Szopka vulkán a Kamcsatka-félszigeten
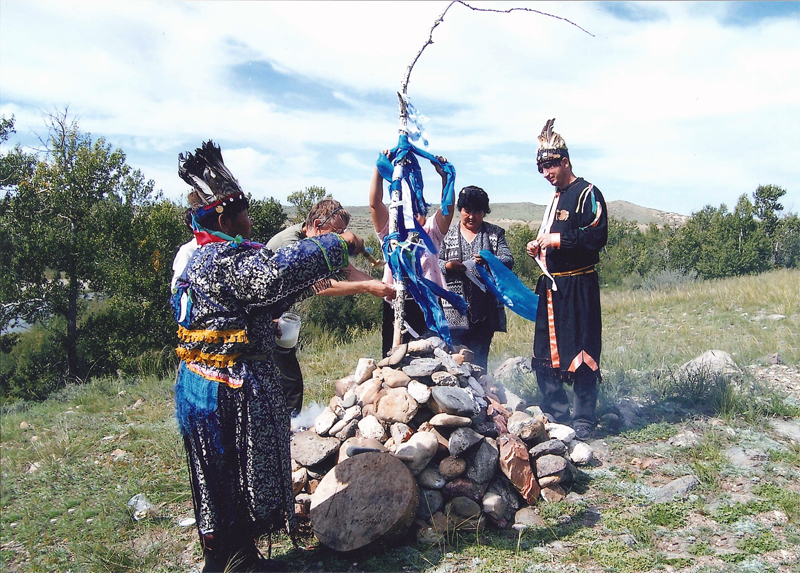
Egy tuvai sámán